# Канадський музей залізниці
Канадський музей залізниці
Французькою Le Musée ferroviaire canadien ), англійською The Canadian Railway Museum.
Працює під торговою маркою Exporail. 
Музей залізничного транспорту в Сен-Константі, Квебек, Канада, на південному березі Монреаля. 

## Локомотиви
| Залізниця                                                            | Конфігурація | Клас                  | Номер                | Примітки |
| Канадська тихоокеанська залізниця                                    | 4-6-4        | H1e                   | № 2850               | |
| Канадська національна залізниця                                      | 4-8-4        | U2c                   | № 6153               | |
| Канадська тихоокеанська залізниця                                    | 4-6-0        | Десятиколісний        | № 144                | |
| Канадська національна залізниця                                      | 4-8-4        | Northern              | № 5550               | |
| Канадська тихоокеанська залізниця                                    | 4-6-2        | G-3                   | № 2341               | |
| Канадська тихоокеанська залізниця                                    | 2-10-4       | Техас                 | № 5935               | |
| Лондон та Північно-Східна залізниця, Велика Британія                 | 4-6-2        | А4                    | 4489 Домініон Канади | Цей локомотив колись був виставлений для дворічного показу в Національному залізничному музеї в Йорку, Англія. |
| Залізниця Лондона, Брайтона та Південного узбережжя, Велика Британія | 0-6-0        | A1                    | 54 Ваддон            | Найстаріший британський паровоз за межами Великобританії.                                                      |
| SNCF, Франція                                                        | 0-6-0        | 030 Ouest 1904 à 2244 | 030 C 841            | Єдиний французький паровоз в Канаді.                                                                           |
| Grand Trunk Western Railway                                          | 4-6-0        | Десятиколісний        | № 713                | |

## Колекція
Музей, заснований у 1961 році його власником та оператором - Канадською історичною асоціацією залізниць, музей підтримує найбільшу колекцію залізничного обладнання в Канаді з понад 140 одиницями рухомого складу. У колекції, що зберігається в архівах, є понад 250 000 предметів та документів із залізничної історії Канади. 
У музеї функціонує лінія трамвайних вагонів на його території, а також залізнична колія, якою рухається невеликий пасажирський поїзд на колишній вантажній гілці до Монтє де Буле . Трамвай працює щодня навесні, влітку та восени, тоді як залізниця працює щонеділі протягом того ж періоду. 
Дві великі пам'ятки - LB&SCR A1 Class 54 Waddon та LNER Class A4 4489 Домініон Канади. 
Музей зазнав значного розширення протягом 2000-х років, коли відкрився виставковий павільйон Angus Exhibit Pavilion. Деякі найцінніші предмети були розміщені в новому павільйоні, який став головною виставковою спорудою. 
Одним із найпомітніших артефактів є колишній канадський тихоокеанський локомотив № 2850, з колісним компонуванням 4-6-4, відомий як "тип Гудзон". У 1939 році саме цей локомотив перевозив Королівський поїзд, що перевозив короля Георга VI та королеву Єлизавету на частині їхньої подорожі в сторону заходу через Канаду.  Через це №2850 і всі локомотиви його класу (H1c / H1d # 2820-2859, H1e # 2860-2864) були названі "Королівськими Гудзонами" - Royal Hudsons. За винятком класів H1a / H1b №2800-2819. 

## Зображення

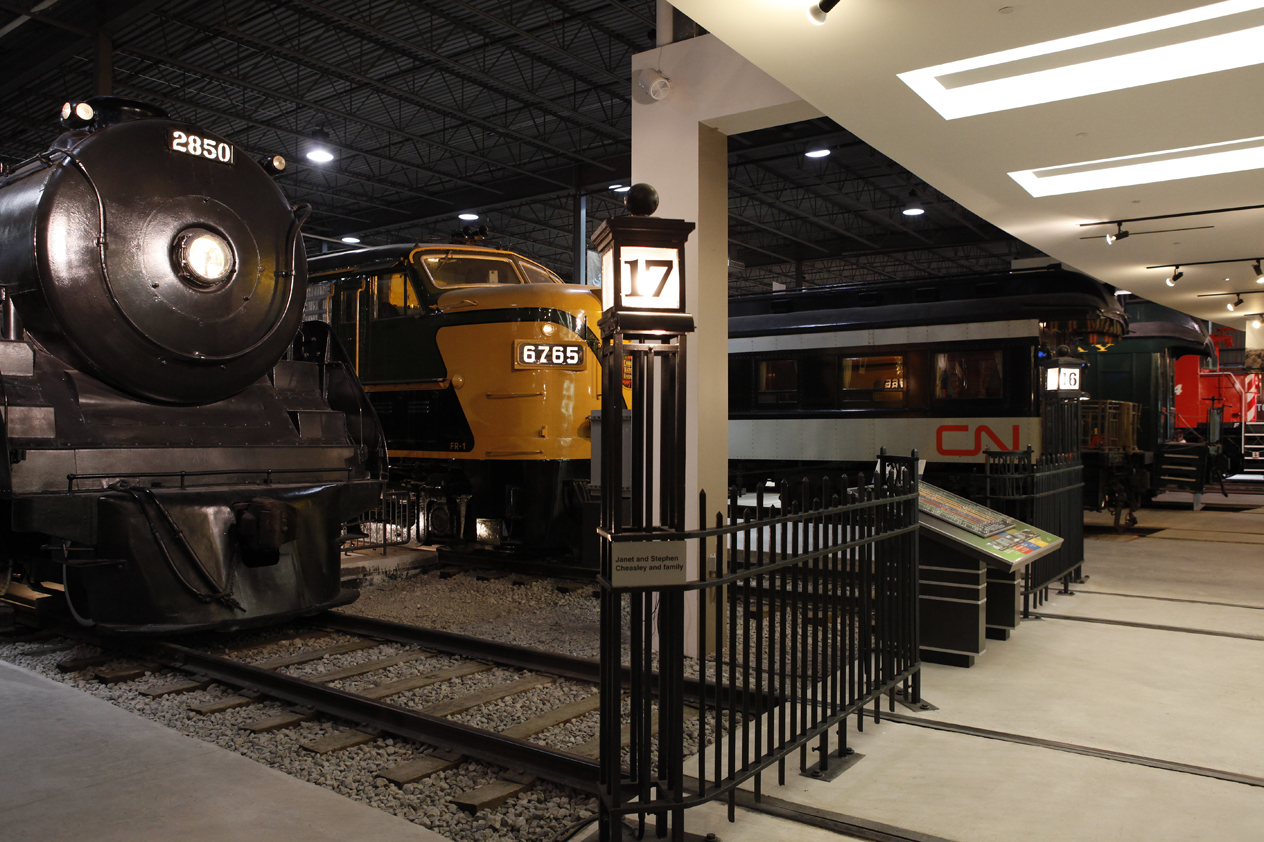
Історичні потяги, що зберігаються в Канадському музеї залізниці
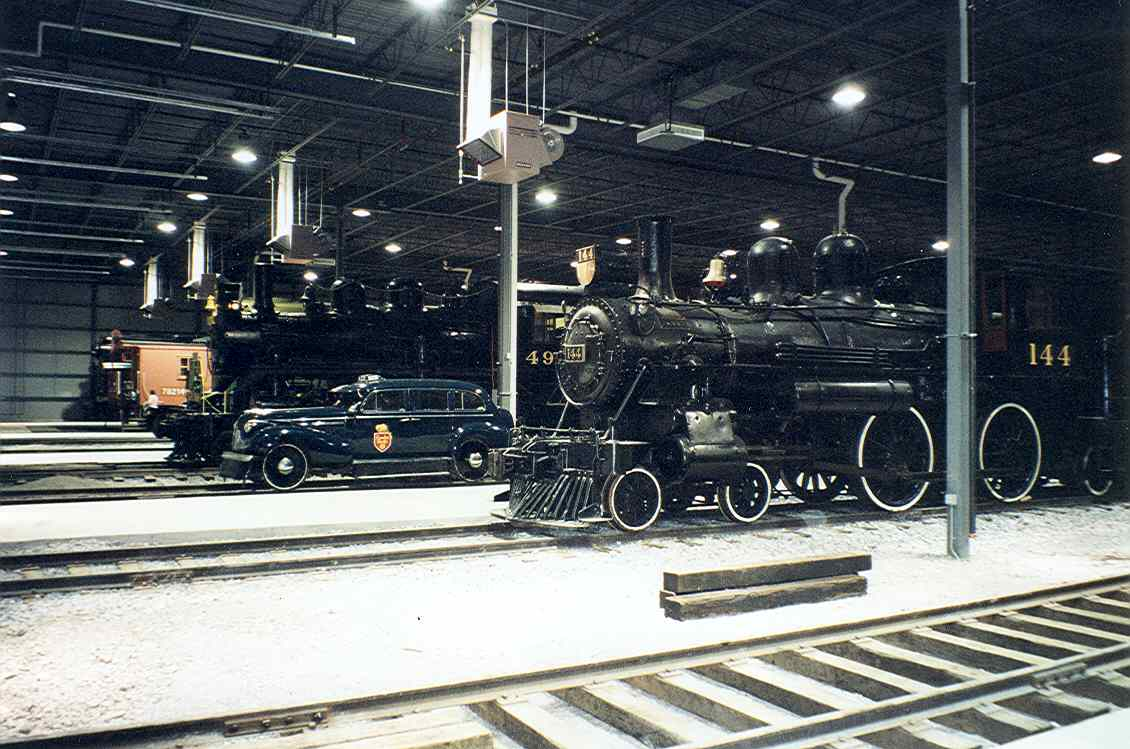
Локомотив CPR №144
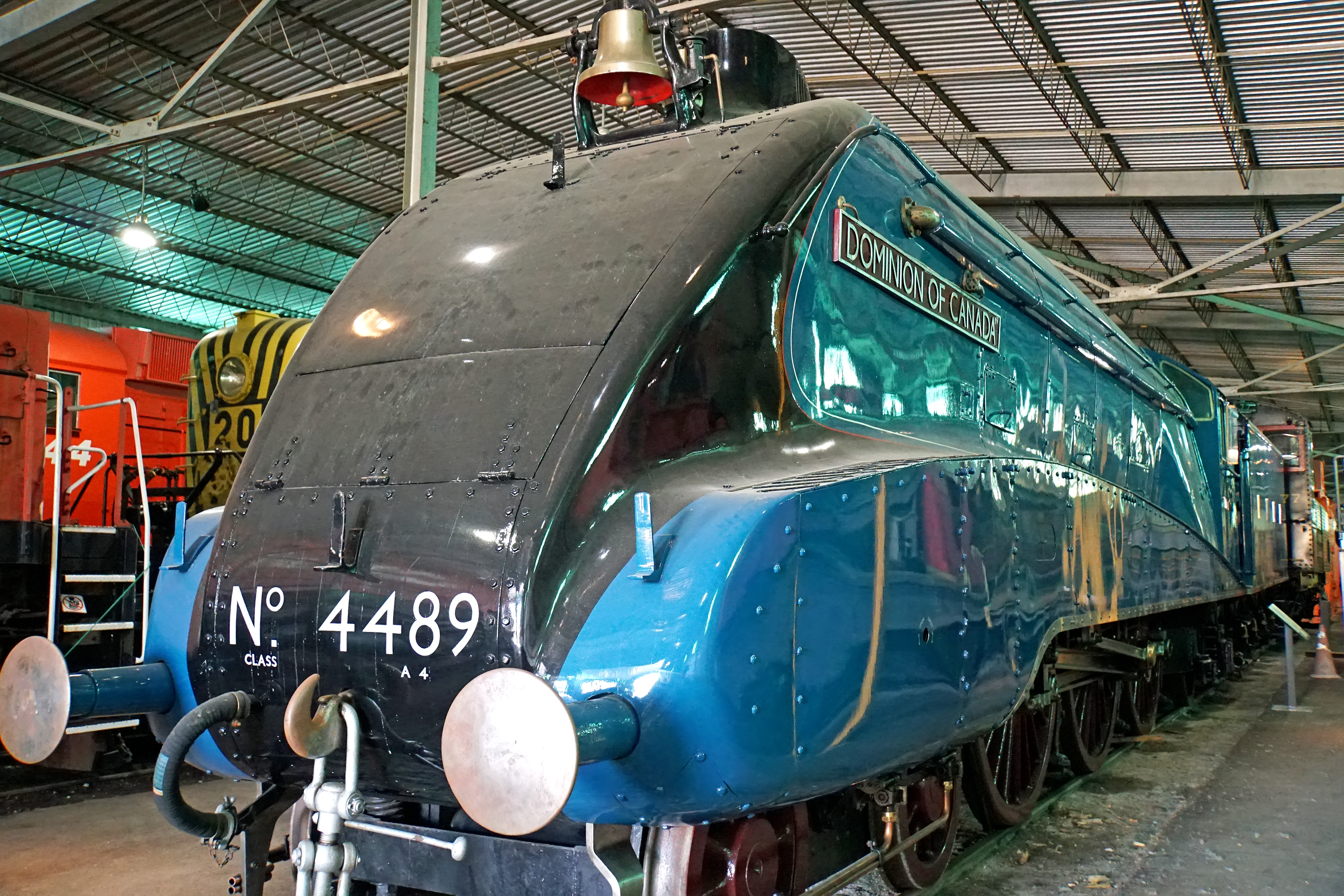
LNER Class A4 no. 4489 Домініон Канади
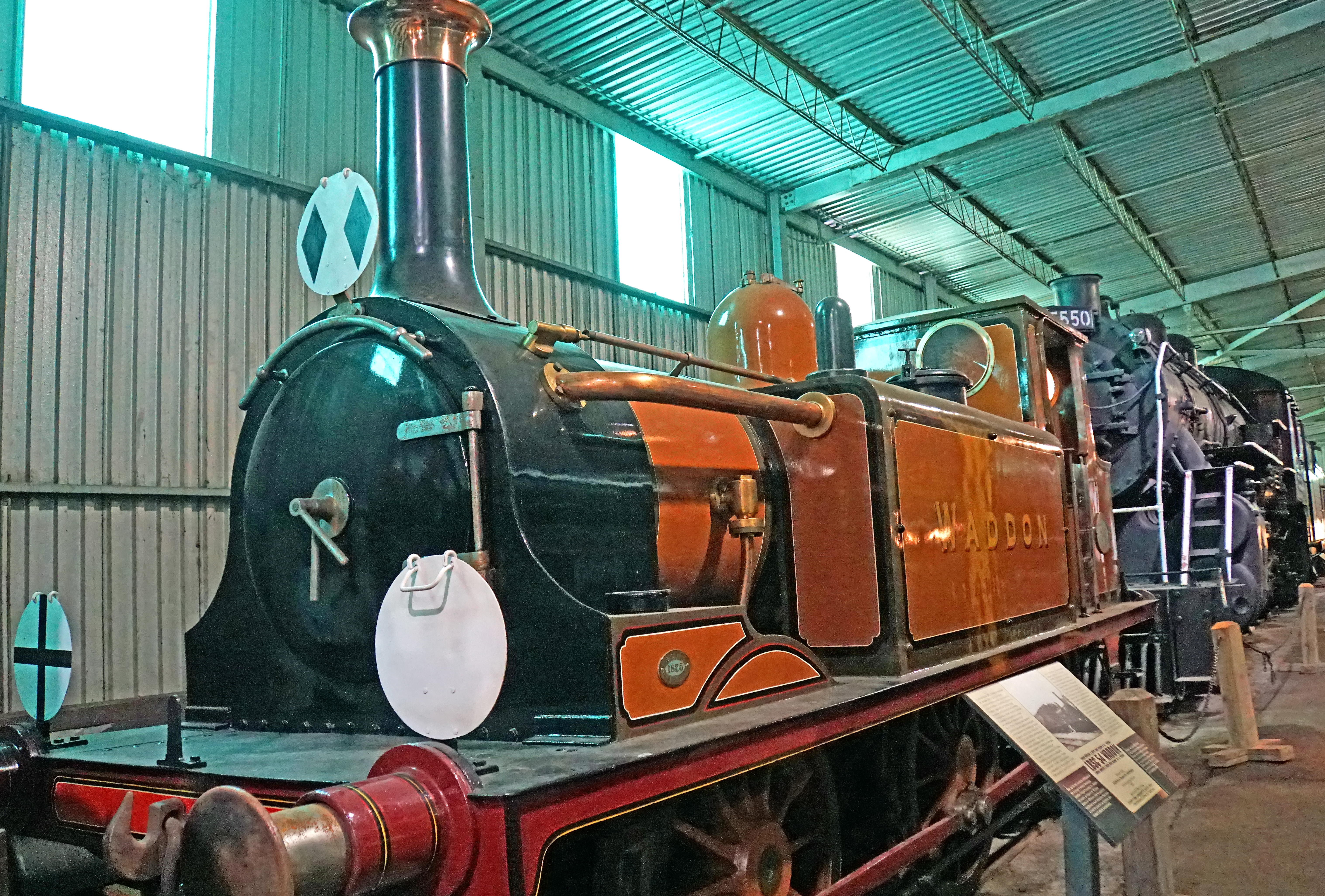
LB&SCR Class A1 no. 54 Ваддон
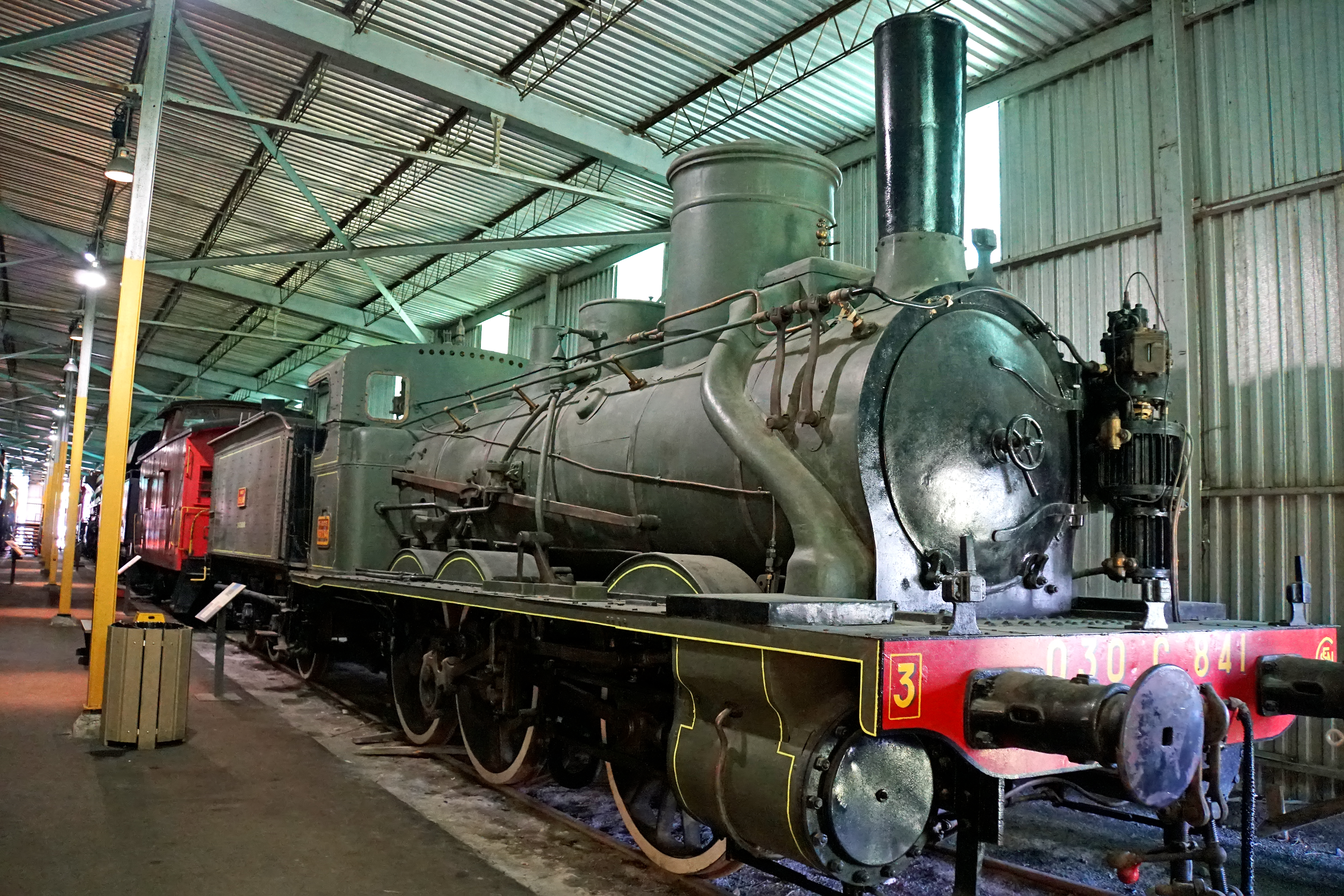
SNCF Class 030 Ouest 1904 à 2244 no. 030 C 841
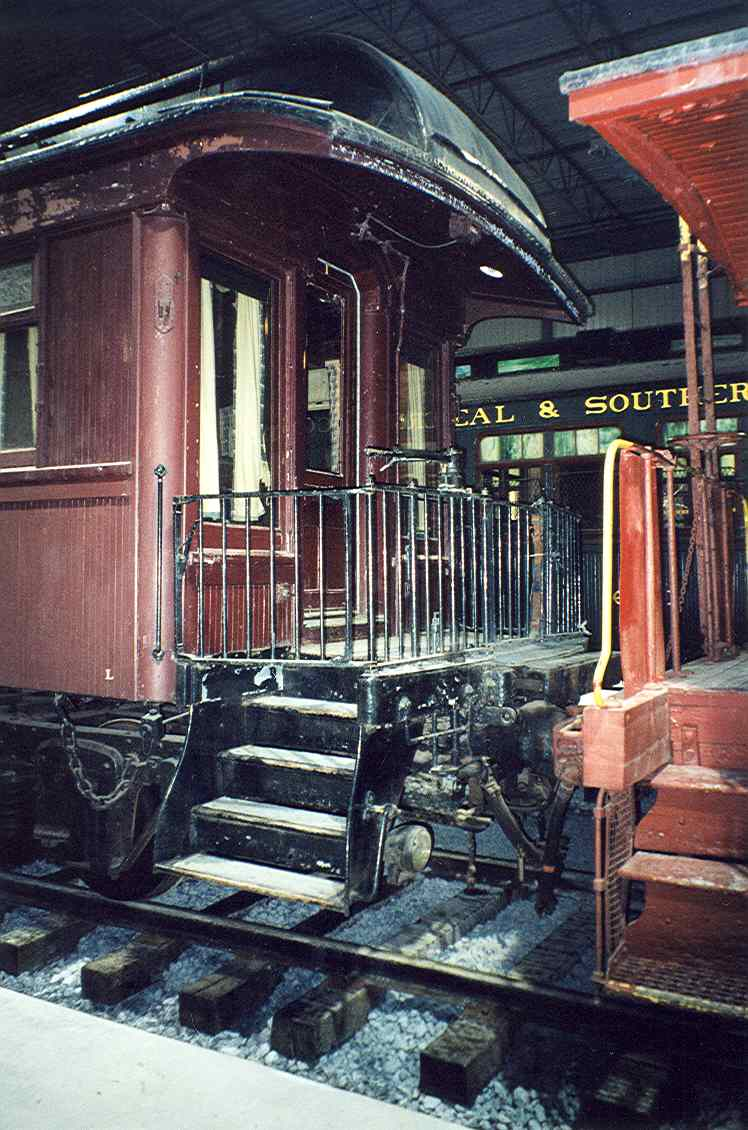
Вагони Pullman
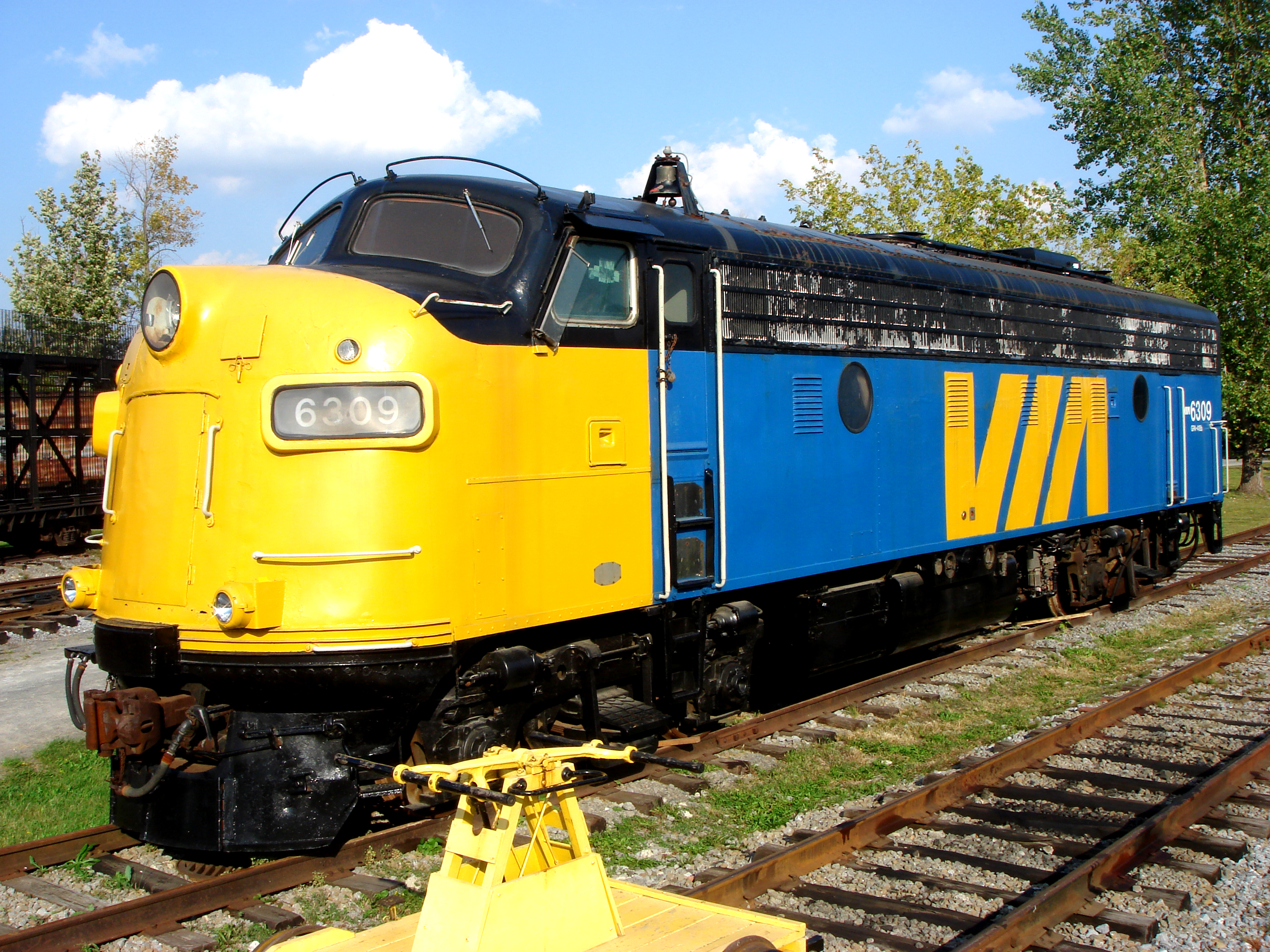
Via Rail FP9ARM №6309 реставрується в музеї
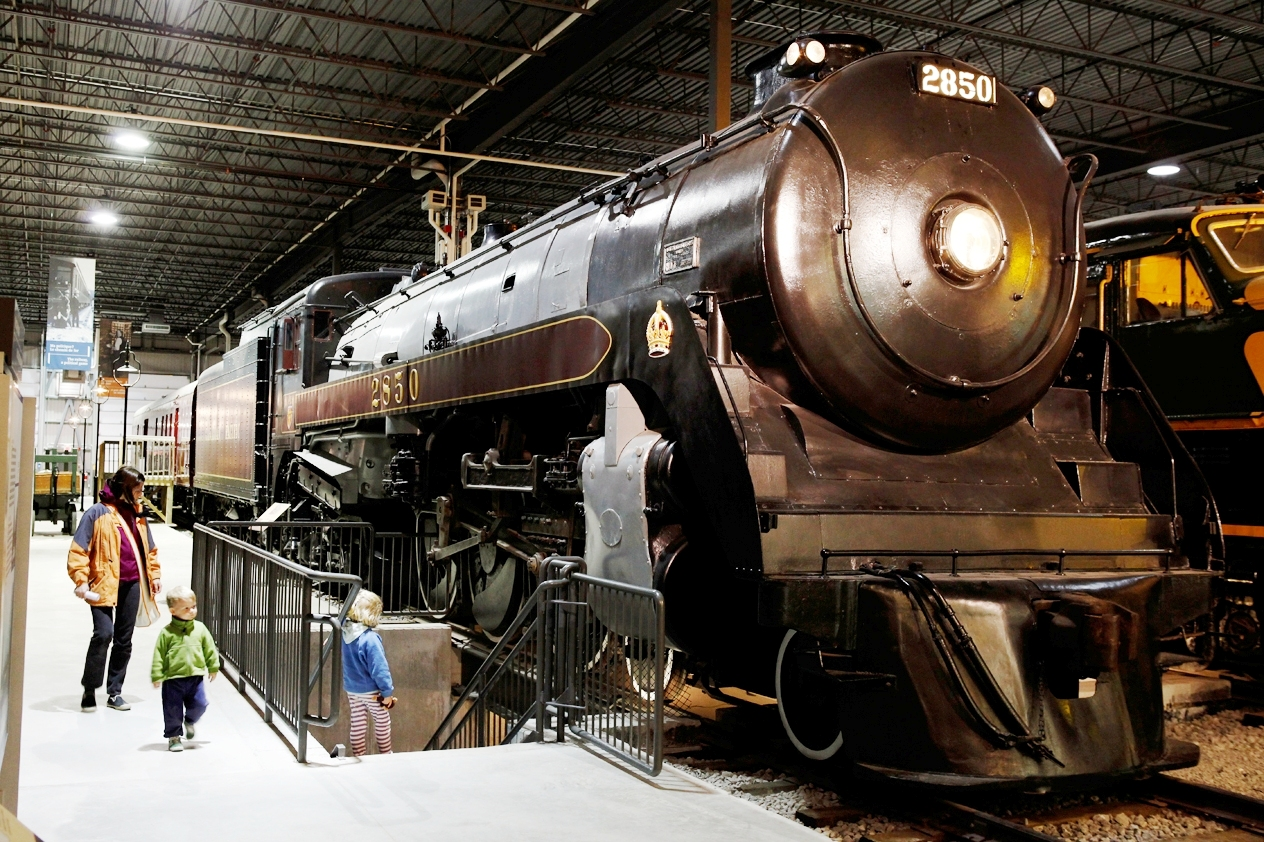
CP Royal Hudson №2850, Канадський музей залізниці
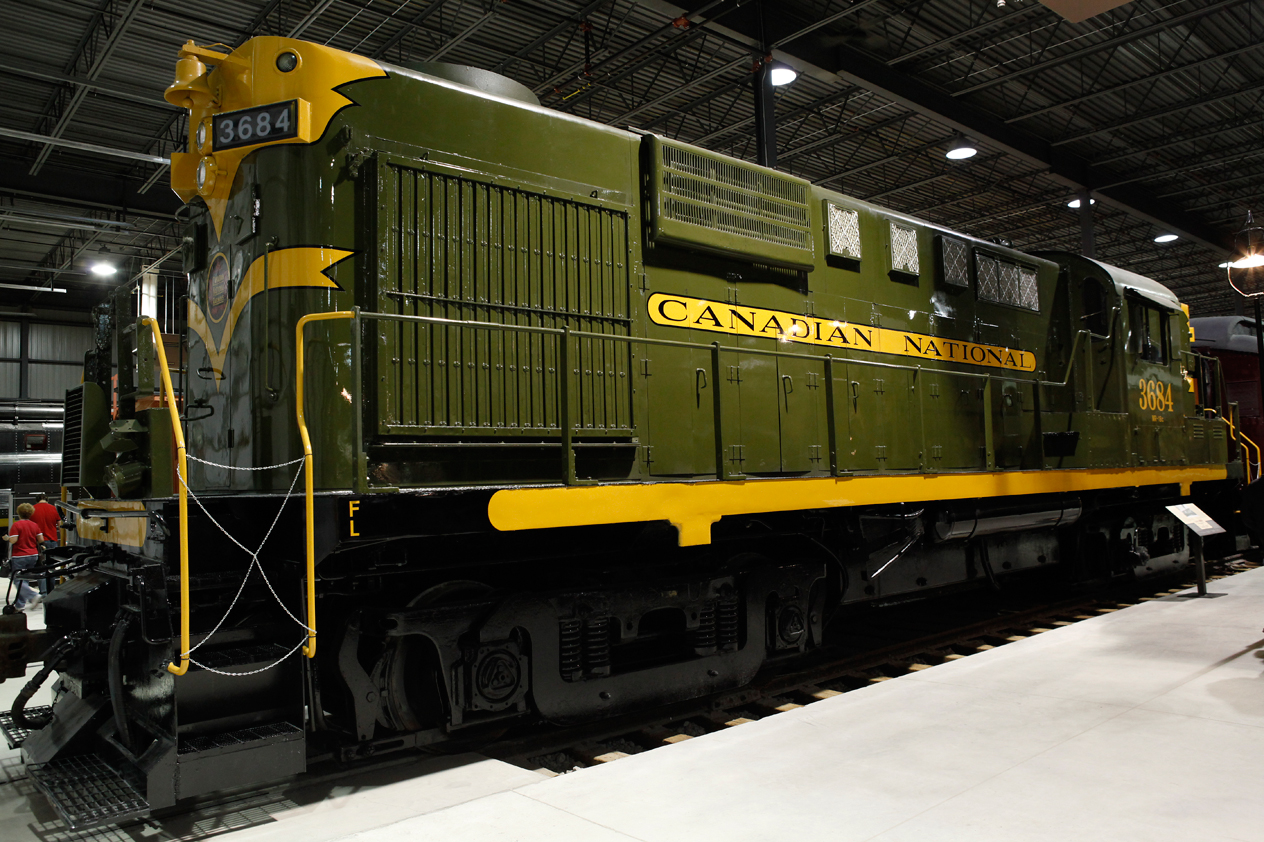
CN №3684, побудований MLW Alco RS18, Канадський музей залізниці
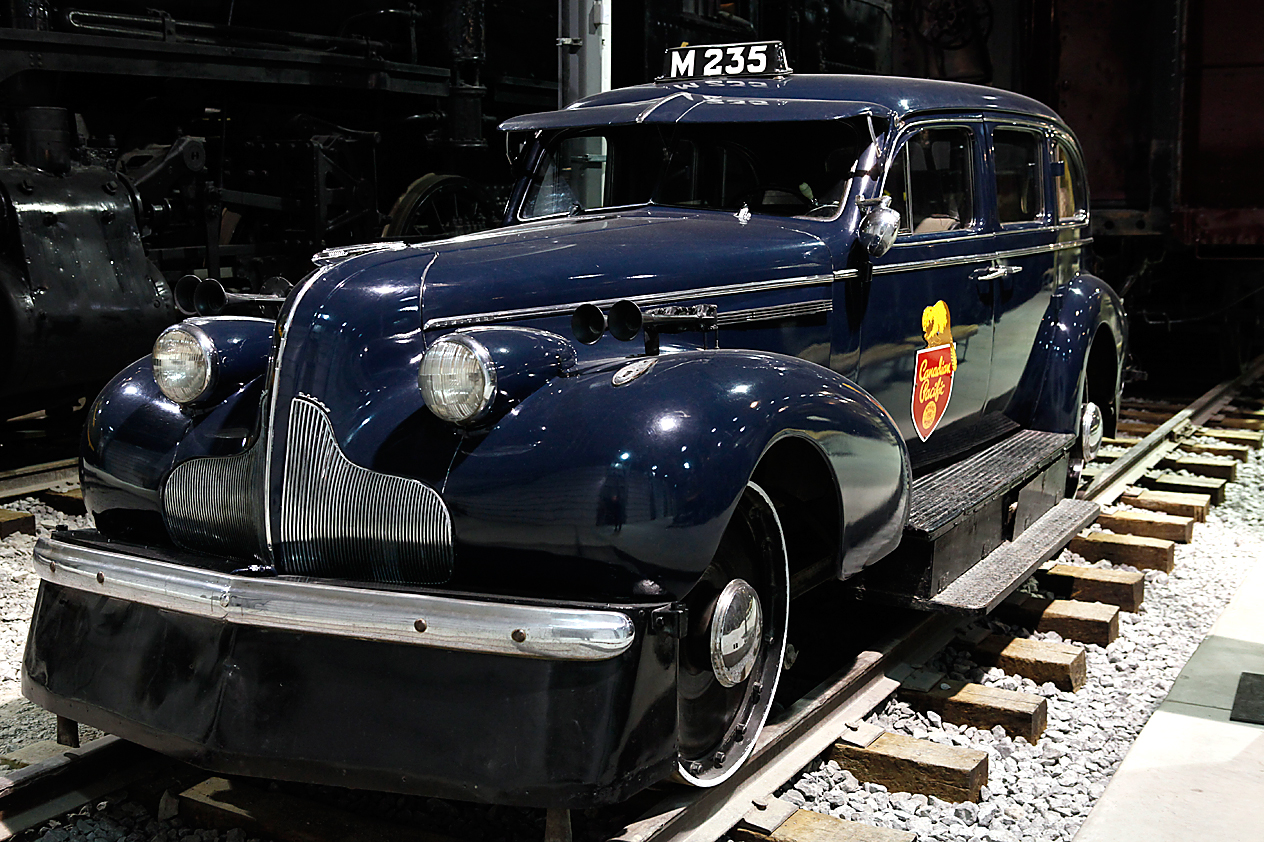
CP '39 рік, Buick, M235, Канадський музей залізниці
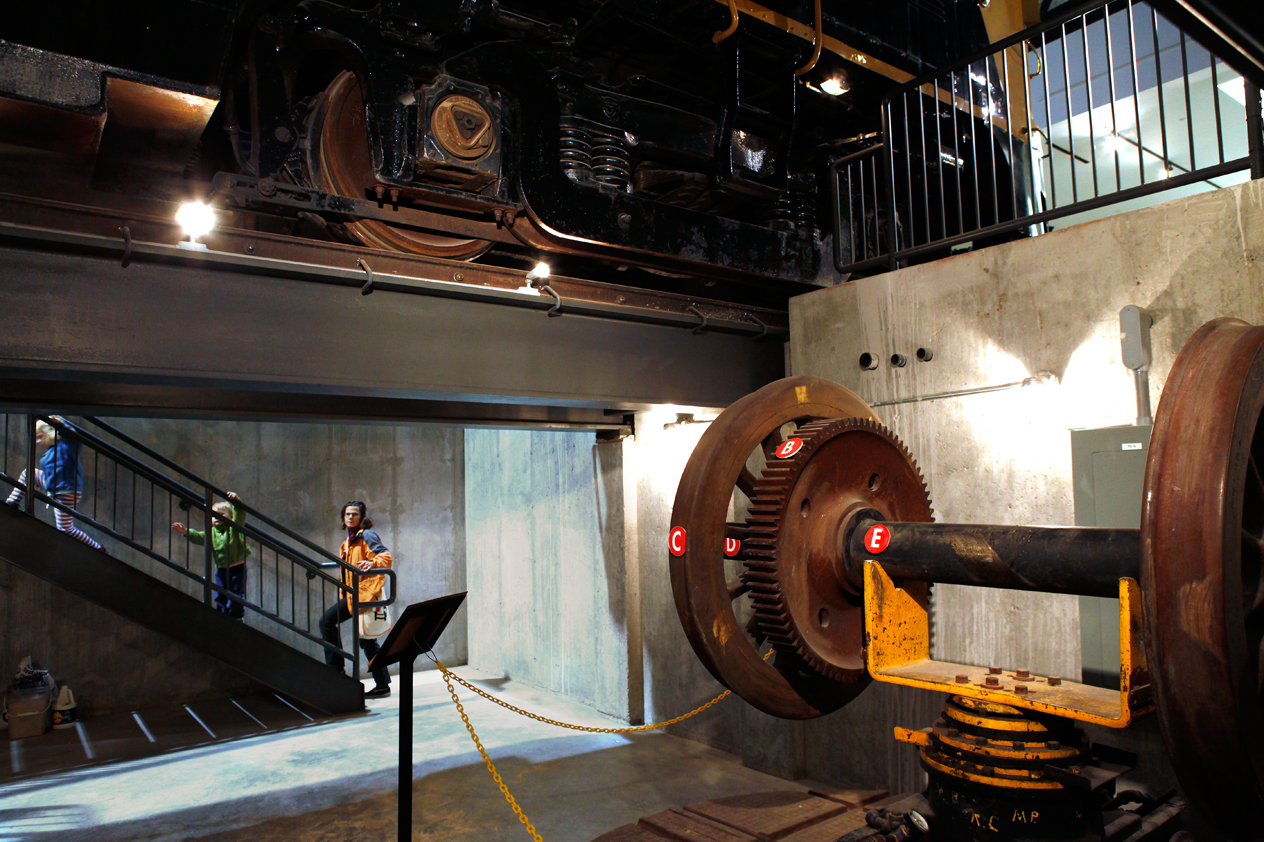
Експонат ходової частини локомотива, Канадський музей залізниці
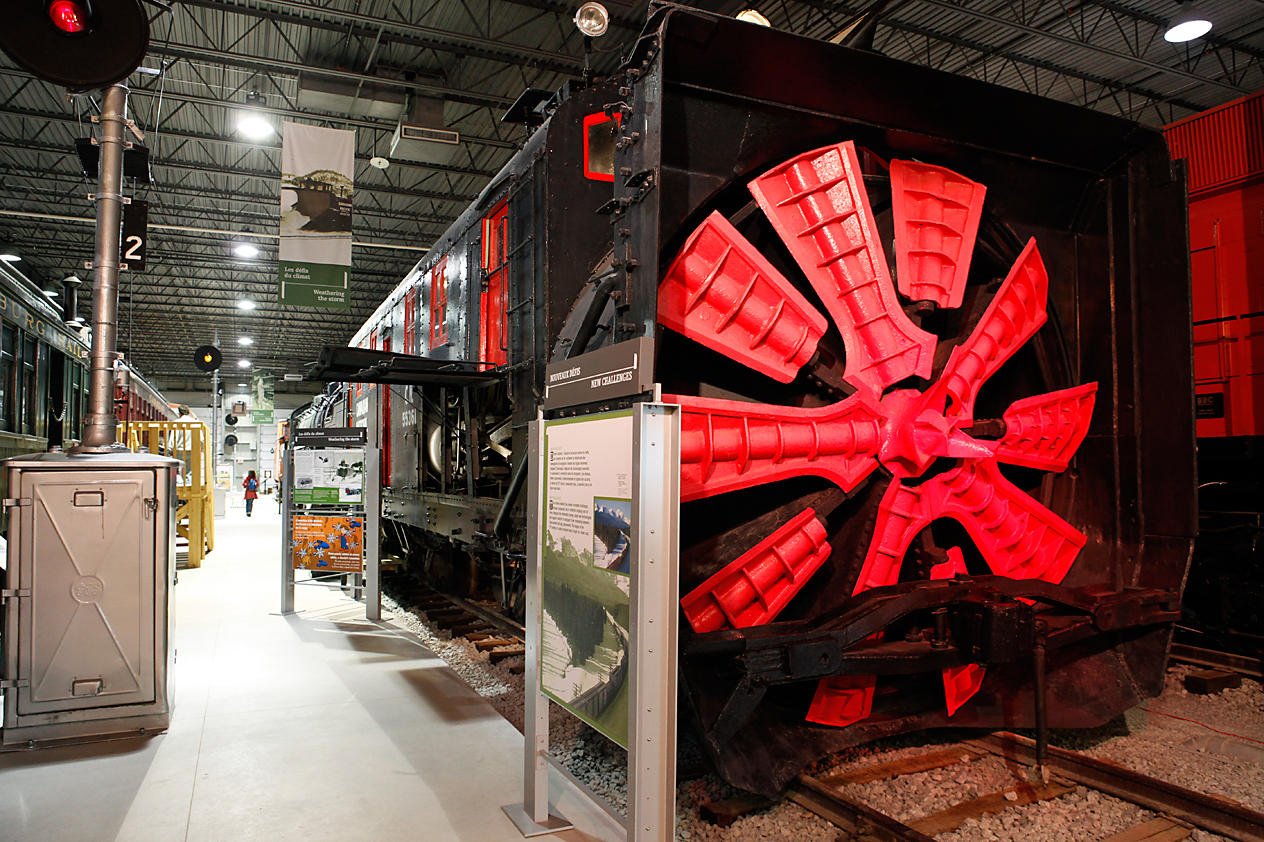
Потяг-снігоприбирач у Канадському музеї залізниці
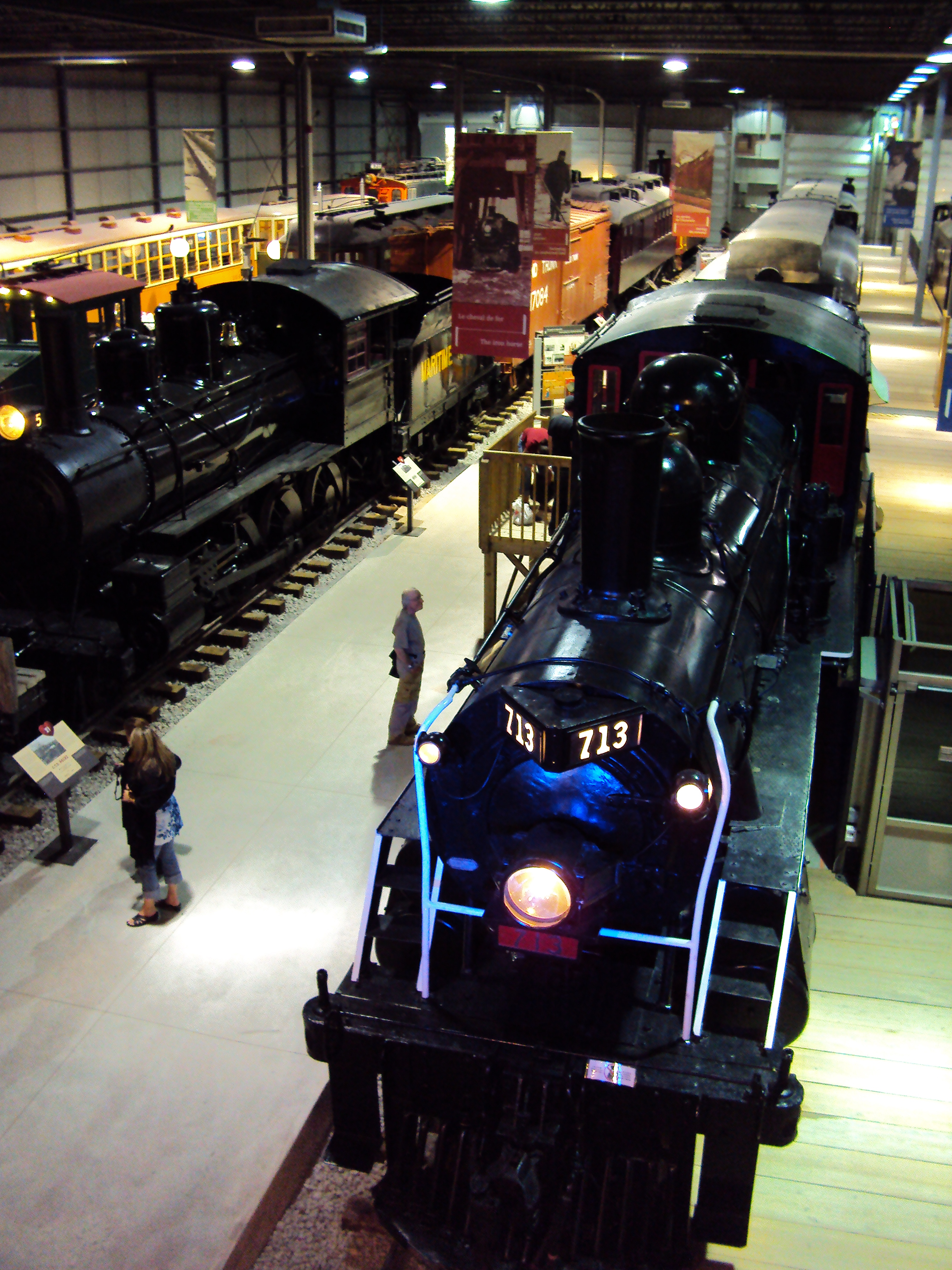
Grand Trunk Western "Mogul" № 713

## Дивись також
- Канадська національна залізниця
- Канадська тихоокеанська залізниця

## Зовнішні посилання
- Вебсайт музею Exporail [Архівовано 27 листопада 2018 у Wayback Machine.]